# Membraniporella petasus
Membraniporella petasus är en mossdjursart som beskrevs av Canu och Bassler 1928. Membraniporella petasus ingår i släktet Membraniporella och familjen Cribrilinidae.
Artens utbredningsområde är Mexikanska golfen. Inga underarter finns listade i Catalogue of Life.